# Liste von Familienfideikommissen in der Schweiz
Diese Liste umfasst bekannte Familienfideikommissen in der Schweiz, aktuelle und ehemalige.
| Kanton             | Bezeichnung                                               | Fideikommissstifter                            | Jahr | Familien                                            | Typ               | Erster Fideikommissar                                                             | Letzter, aktueller, weitere Fideikommissare                                                                    | Fideikommissgut                                                              | Anmerkungen                             |
| ------------------ | --------------------------------------------------------- | ---------------------------------------------- | ---- | --------------------------------------------------- | ----------------- | --------------------------------------------------------------------------------- | --- | ---------------------------------------------------------------------------- | --------------------------------------- |
| Zürich             | Otto Werdmüller Familienstiftung                          | Hans Felix Werdmüller (1658–1725)              | 1715 | Werdmüller, Nachkommen von Otto Werdmüller († 1462) |                   |                                                                                   | | Schloss Elgg, Grundeigentum in Elgg, Herrschaft (bis 1798)                   |                                         |
| Zürich             | Sulzer’sches Fideikommiss                                 |                                                | 1758 | Sulzer                                              |                   |                                                                                   | |                                                                              | existiert 1986                          |
| Zürich             | Fideikommiss Ott                                          |                                                | 1782 | Ott                                                 |                   |                                                                                   | |                                                                              | existiert 1986                          |
| Zürich             | Waffensammlung Vogel                                      | Johann Jakob Vogel (1813–1862)                 |      | Vogel                                               |                   |                                                                                   | Richard Vogel (1870–1950); Heinrich Robert Carl Vogel-von Wattenwyl (1888–1960); Tom H. R. Vogel ab 1960, 1993 | Waffensammlung seit 1947 im Ritterhaus Bubikon, zuvor im Landesmuseum Zürich | [ 1 ]                                   |
| Luzern             | Hoffmann von Leuchtenstern                                | Joseph Marcel Hoffmann (1725–1780)             | 1776 | Hoffmann                                            |                   |                                                                                   | | Grundeigentum                                                                | aufgehoben 2005                         |
| Luzern             | Hoffmann von Leuchtenstern                                | Joseph Marcel Hoffmann (1725–1780)             | 1776 | Hoffmann                                            |                   |                                                                                   | | kein Grundeigentum                                                           | aufgehoben 2005                         |
| Luzern             | Hoffmann von Leuchtenstern                                | Joseph Marcel Hoffmann (1725–1780)             | 1776 | Hoffmann                                            |                   |                                                                                   | | kein Grundeigentum                                                           | aufgehoben 2005                         |
| Luzern             | Fideikommiss der Familie von Sonnenberg                   | Franz von Sonnenberg (1608–1682)               | 1680 | von Sonnenberg                                      | Primogenitur      | Heinrich von Sonnenberg                                                           | Hubert von Sonnenberg (2017)                                                                                   | Schloss Kastelen in Alberswil                                                | aufgehoben 2021                         |
| Luzern             | Fideikommiss zur Gilgen                                   |                                                | 1697 |                                                     |                   |                                                                                   | | Haus Zur Gilgen in Luzern                                                    | aufgehoben 2013                         |
| Luzern             | Feer’sches Fideikommiss, Abteilung Pfyffer von Altishofen | Franz Bernhard Feer und Leopold Christoph Feer | 1757 | Pfyffer von Altishofen                              | Primogenitur      | Anton Rudolf Pfyffer von Altishofen, Josef Anton Sebastian Pfyffer von Altishofen | Bernhard Pfyffer-Feer                                                                                          | Schloss Buttisholz, Soppensee                                                | aufgehoben 2022                         |
| Luzern             | Feer: Balthasar’sche Abteilung                            |                                                | 1757 |                                                     |                   |                                                                                   | |                                                                              | aufgehoben 2007                         |
| Luzern             | Feer: von Fleckenstein (Meyer von Schauensee)             |                                                | 1757 | Meyer von Schauensee                                |                   |                                                                                   | |                                                                              | aufgehoben 2011                         |
| Luzern             | Fideikommiss Mayr von Baldegg                             |                                                |      | Mayr                                                |                   |                                                                                   | |                                                                              | aufgehoben 2011                         |
| Luzern/Aargau      | Zurlaubsches Fideikommiss                                 |                                                |      | Nachkommen von Beat Jakob Zurlauben († 1717)        |                   |                                                                                   | |                                                                              | Begünstigensuche 1972 1976 1983, Archiv |
| Uri                | Apro’sche Fideikommiss-Stiftung                           | Peter a Pro (1510–1585)                        | 1578 |                                                     |                   |                                                                                   | | Liegenschaften in Seedorf UR, Spirigen; Schloss A Pro (bis 1959)             |                                         |
| Uri                | Beroldingen                                               | Sebastian von Beroldingen (–1610)              | 1603 |                                                     |                   |                                                                                   | |                                                                              |                                         |
| Zug                | Landtwing in Zug                                          | Franz Fidel Landtwing (1714–1782)              | 1775 |                                                     |                   | Bonaventura Landtwing (1751–1839)                                                 | | Schloss St. Andreas (bis 1903)                                               | existiert 1986                          |
| Solothurn          | von Roll                                                  | Johann Ludwig von Roll von Emmenholz           | 1710 | von Roll                                            |                   |                                                                                   | | Von-Roll-Haus in Solothurn, Weidli in Balm bei Messen                        | existiert 2019                          |
| Solothurn          | Max Aeschi                                                | Max Aeschi (1610–1688)                         | 1686 | Felzhalb, Murer, Hügli, Müller                      |                   | Jakob Felzhalb von Breislach                                                      | | Gwidumhaus in Rodersdorf                                                     | existiert 2019                          |
| Thurgau/St. Gallen | Fideikommiss der Zollikofer von Altenklingen              | Leonhart Zollikofer (1529–1587)                | 1586 | Zollikofer                                          |                   | 10 Neffen                                                                         | | Schloss Altenklingen, 70 ha Land                                             |                                         |
| Thurgau            | Fideicommiss der Familie Merhart von Bernegg              |                                                | 1795 | Merhart                                             | Majorat, Seniorat |                                                                                   | | Schloss Bernegg                                                              | existiert 2023                          |
| Graubünden         | Jecklin                                                   |                                                |      | Jecklin                                             |                   |                                                                                   | | Hohen Rätien                                                                 |                                         |
| Basel              | Faesches Fideikommiss in Basel                            | Remigius Faesch                                | 1667 | Faesch                                              |                   |                                                                                   | Christoph Faesch, Sebastian Faesch                                                                             | Faeschisches Kabinett (bis 1823), Liegenschaft am Petersplatz in Basel       | existiert 1986                          |